# Йон Мітілінеу
Йон Мітілінеу (рум. Ion Mitilineu; *1868 — †1946) — румунський дипломат, міністр закордонних справ Румунії в 1926-1927.

## Кар'єра
Мітілінеу був призначений міністром закордонних справ Румунії 30 березня 1926, коли Авереску вступив на посаду прем'єр-міністра Румунії. На посаді дипломата Мітілінеу прикладав значні зусилля для відновлення добрих стосунків з європейськими державами. Прем'єр-міністр Авереску, після зустрічі з італійським лідером Беніто Муссоліні в 1924, був зацікавлений у тісній співпраці з Італією. Протягом терміну Мітілінеу в уряді Авереску, румунсько-італійські відносини значно покращилися, і у вересні 1926 був підписаний договір про дружбу між двома державами. Невдовзі після цього Румунією був також підписаний Локарнський договір.
Перебуваючи на посаді міністра закордонних справ Румунії Мітілінеу налагодив хороші відносини з Чехословаччиною та Югославією. Він вважається одним з найуспішніших міністрів закордонних справ Румунії. Намагався створити Анти-ліберальний блок Румунії.
Помер в 1946.